# Психопатологические репереживания
Психопатологи́ческие репережива́ния, или непроизвольные рецидивирующие воспоминания, — психологическое явление, при котором у человека возникают внезапные, обычно сильные, повторные переживания прошлого опыта или его элементов. Репереживания могут быть счастливыми, грустными, захватывающими или какими-либо другими. Термин используют, в частности, когда воспоминания повторяются непроизвольно и (или) когда они так интенсивны, что человек «переживает заново» опыт.
В среде потребителей наркотиков репереживания ярких моментов, связанных с употреблением психоактивных веществ, получили название «флэшбэк» (англицизм от flashback). В МКБ-10 флэшбэк обозначается кодом F1x.70, где x — обозначение группы веществ. К примеру, флэшбэк, связанный с употреблением галлюциногенов, кодируется как F16.70.

## История

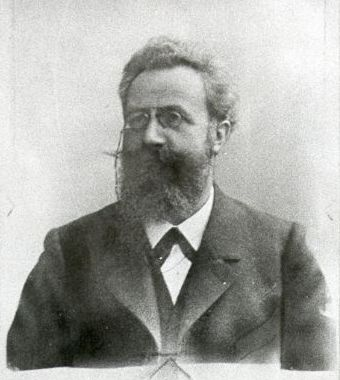
Герман Эббингауз (1850—1909)

Психопатологические репереживания — «персональные переживания, непроизвольно вторгающиеся в сознание, без преднамеренной попытки восстановления их в памяти». Эти переживания порой мало относятся к происходящему. Психопатологические репереживания страдающих посттравматическим стрессовым расстройством (ПТСР) могут наносить серьёзный вред, влияя на ежедневную жизнь.
Память включает функционирующие независимо осознаваемые (произвольные), находящиеся в сознании, и неосознаваемые (непроизвольные), находящиеся в бессознательном, процессы. Теоретические исследования памяти впервые начал Г. Эббингауз, изучая процессы запоминания «бессмысленных слогов». Он различал три отдельных класса памяти: сенсорную, кратковременную и долговременную. Сенсорная память состоит из кратковременного хранилища информации (сенсорных регистров) (линию, которую мы видим, если быстро перемещать бенгальский огонь в поле зрения, создаёт именно она). Кратковременная память содержит информацию, которая на данный момент используется для выполнения непосредственного задания. Долговременная память состоит из систем, хранящих информацию в течение длительных периодов времени. Она делает возможным вспомнить, что произошло 2 дня назад в полдень или кто звонил вчера вечером.
Дж. А. Миллер (1920—2012) утверждал, что не стоит заниматься изучением таких тонких вещей, как непроизвольные воспоминания. По-видимому, эта позиция Миллера явилась причиной, по которой до сих пор в когнитивной психологии проведено мало исследований психопатологических репереживаний. Однако их изучение осуществлялось в рамках клинических дисциплин как симптомы многих расстройств, в частности, ПТСР.

## Теоретические подходы
Вследствие неуловимости (elusive) сущности непроизвольных повторных воспоминаний очень мало известно о субъективном опыте психопатологических репереживаний. Однако исследователи-теоретики согласны, что этот феномен отчасти зависит от способа, которым воспоминания об особых событиях кодируются (или фиксируются), организуются в памяти, и способов вспоминания индивидуумом таких событий. В целом, теоретические объяснения феномена психопатологических репереживаний можно разделить на две группы. Первые базируются на том, что существует особый механизм воспоминания травматических событий, и клинически основаны на том факте, что непроизвольные психопатологические репереживания возникают вследствие травматических событий. Другая точка зрения об «основном механизме» в большей степени основана на экспериментах по исследованию памяти и утверждает, что травматические воспоминания ограничиваются теми же параметрами, что и каждодневные. Обе точки зрения согласны, что непроизвольные повторные воспоминания возникают вследствие редких ненормальных, психотравматических событий.
Эти редкие события вызывают сильные эмоциональные реакции индивидуума, резко нарушающие обычные ожидания. Согласно точке зрения об «особом механизме», эти события ведут к фрагментированному произвольному кодированию памяти (в том смысле, что фиксируются только определённые изолированные части события), таким образом, последующее сознательное восстановление памяти существенно осложняется. C другой стороны, непроизвольные повторные воспоминания более доступны при обработке вновь поступающей информации и срабатывают благодаря внешним раздражителям. В отличие от этой точки зрения, точка зрения об «основном механизме» утверждает, что травматические события ведут к усиленному и связанному кодированию событий в памяти и это делает и непроизвольные и произвольные воспоминания для последующего вызова.
На данный момент предмет полемики — основа определения критериев компонентов непроизвольной памяти. До недавнего времени исследователи считали, что непроизвольные воспоминания — результат травматических происшествий, пережитых индивидуумом в конкретном месте и времени, временные и пространственные характеристики которых утеряны в процессе эпизода непроизвольного воспоминания. Другими словами, люди, страдающие от психопатологических репереживаний, теряют чувство места и времени, ощущая, что они переживают, а не вспоминают событие. Это согласуется с точкой зрения «особого механизма» в том, что непроизвольная (непреднамеренная) память основана на ином механизме, чем её произвольный (преднамеренный) аналог. Кроме того, эмоции, переживаемые во время фиксации в памяти, также повторно переживаются при эпизоде психопатологических репереживаний  — что может быть особенно неприятно, когда в памяти всплывает травматическое событие. Кроме того, было показано, что характер психопатологических репереживаний, с которыми сталкиваются индивидуумы, статичен, сохраняя одинаковую форму при каждом вторжении. Это происходит даже тогда, когда человек получил новую информацию, которая прямо противоречит информации, хранящейся в навязчивых воспоминаниях.

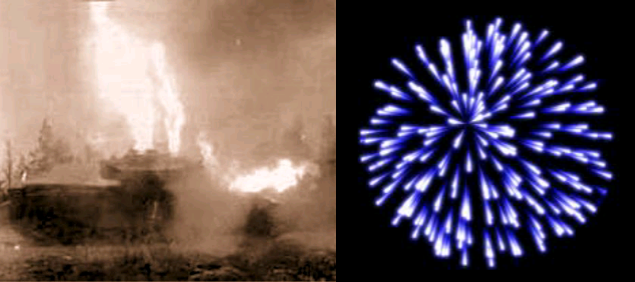
Пример возникновения психопатологического репереживания — звук и вспышка при салюте — могут напомнить индивидууму вспышку и звук при взрыве танка

При дальнейшем исследовании было установлено, что непроизвольные воспоминания обычно вызываются либо раздражителем (то есть всем, что приводит к изменению поведения), который произошёл в начале травматического события, либо стимулом, что содержит сильное эмоциональное значение для индивидуума просто потому, что он был тесно связан с травмой по времени. Эти раздражители становятся вызывающими сигналами, которые, если встречаются снова, вызывают воспоминания. Эта концепция получила название гипотезы вызывающего сигнала. Например, человек испытывает психопатологические репереживания, увидев солнечные пятна на своей лужайке. Это происходит по той причине, что он связывает с солнечными пятнами фары автомобиля, с которым он столкнулся, что вызывало ужасную аварию. По А. Элерсу и Д. Кларку, травматические воспоминания более склонны вызывать психопатологические репереживания по причине некорректной кодировки потому, что индивидуум не принимает контекстную информацию во внимание, так же, как и информацию о времени и месте, которая обычно связана с повседневными воспоминаниями. Эти люди становятся более чувствительными к стимулам, которые они связывают с травмирующим событием, которые затем служат пусковыми механизмами (триггерами) для психопатологических репереживаний (хотя контекст, сопровождающий стимул, может не иметь к нему отношения, например, солнечные пятна не связаны с фарами). Эти триггеры, возможно, вызывают адаптивную реакцию во время травматического опыта, но вскоре они становятся дезадаптивными, если человек продолжает реагировать таким же образом в ситуациях, когда нет опасности.
Точка зрения о «специальном механизме» дополняет к этому предположение, что эти триггеры активируют фрагменты памяти о травме, но защитные когнитивные механизмы действуют для подавления памяти о травматическом событии. Теория двойного представления усиливает эту идею, предлагая два отдельных механизма, которые составляют произвольные и непроизвольные воспоминания, первый из которых называется вербальной системой памяти, а второй — ситуационной системой памяти.
В отличие от вышесказанного, теории, принадлежащие к точке зрения основного механизма, считают, что нет отдельных механизмов, которые составляют произвольные и непроизвольные воспоминания. Вызовы воспоминаний о стрессовых событиях не отличаются для непроизвольных и произвольных воспоминаний. Вместо этого отличается механизм поиска для каждого типа вызова. При непроизвольных воспоминаниях внешний запуск создаёт неконтролируемое распространение активации памяти, тогда как при произвольном вызове эта активация строго контролируется и является целенаправленной.

## Нейрофизиология

### Анатомия

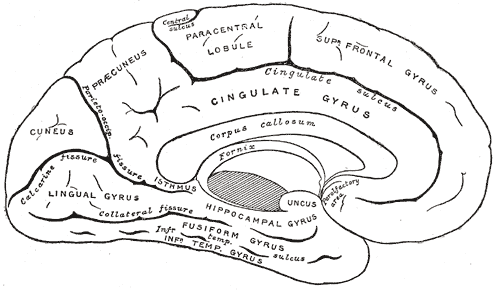
Серединный сагитальный срез головного мозга

Гиппокамп изображён красным

С неврологическим субстратом репереживаний связаны несколько участков головного мозга. Наиболее часто с расположением непроизвольных воспоминаний связывают медиальные височные доли, предклинье, заднюю поясную извилину, переднюю лобную кору (см. Кора больших полушарий).
Обычно с памятью связывают медиальные височные доли. Более конкретно, они связаны с эпизодической (описывающей) памятью, следовательно, их нарушение ведёт к сбоям в её работе. Гиппокамп, размещённый в участке медиальных височных долей, тоже тесно связан с процессами памяти. Он имеет множество функций; они также включают аспекты объединения памяти. Исследования по нейровизуализации показали, что психопатологические репереживания активируют участки, связанные с возвращениями воспоминаний. Предклинье, размещённое в верхней теменной доле, и задняя поясная извилина также вовлечены в эти процессы. Кроме того, исследования показали при репереживаниях активность в участках префронтальной коры.
Таким образом, медиальные височные доли, предклинье, верхняя теменная доля и задняя поясная извилина связаны с психопатологическими репереживаниями согласно их ролям в восстановлении памяти.

### Долговременная память
Память обычно делят на сенсорную, кратковременную и долговременную. Согласно А. Расмусину и Д. Бернштейну (2009), «долговременные процессы памяти могут быть ядром спонтанных мыслей». Таким образом, процессы памяти, относящиеся к психопатологическим репереживаниям, являются процессами долговременной памяти. Кроме того, исследования А. Расмусина и Д. Бернштейна в 2009 показали, что долговременная память также восприимчива к внешним факторам, таким как эффект последовательных позиций, когда активация повторений легко доступна. Сравнительно с произвольной памятью, непроизвольная быстрее извлекается и требует меньших познавательных усилий. Наконец, непроизвольная память возникает благодаря автоматической обработке данных, не зависящих от высокоуровневого познавательного слежения или исполнительного контроля этой обработки. Произвольную память обычно связывают с зависящей от контекста информацией, допускающей связь между временем и местом, что неестественно для психопатологических репереживаний. Согласно К. Бревину, Р. Ланиусу и их соавторам, психопатологические репереживания отделены от контекстуальной информации, то есть от места и времени.

### Клинические исследования
На данный момент нет специфических признаков психопатологических репереживаний. Несколько исследований предполагают различные вероятные факторы. Н. Гунасекаран и другие исследователи в 2009 указывают, что может быть связь между депривацией еды и стрессом и частотой психопатологических репереживаний. Неврологи утверждают, что судороги, связанные с височными долями, также имеют к ним определённое отношение.
С другой стороны, несколько идей, в смысле вызывания этими явлениями репереживаний, теперь не принимают в расчёт. Р. Тим с другими исследователями включает в этот список приём лекарств и других веществ, галлюцинации, в том числе Шарля Бонне, палинопсию, диссоциативные расстройства, деперсонализацию.
Путём анкетирования было проведено исследование существующих у военнопленных во время Второй мировой войны травматических воспоминаний, их степени и силы. Исследование заключило, что существование серьёзных автобиографических травматических воспоминаний может длиться свыше 65 лет. До недавнего времени исследование психопатологических репереживаний было лимитировано участниками, уже их перенёсшими, например, страдающими ПТСР, ограничивая учёных основанными на наблюдениях и диагностическими, а не экспериментальными исследованиями.

### Исследования на основе нейровизуализации
Для изучения психопатологических репереживаний используют технологию нейровизуализации. С её помощью исследователи пытаются раскрыть структурные и функциональные различия в анатомии головного мозга у людей, страдающих репереживаниями, сравнительно с не страдающими ими. Нейровизуализация включает совокупность технологий, включая КТ, ПЭТ, МРТ (включая функциональную — фМРТ) и МЭГ. Эти исследования основаны на современных психологических теориях, в том числе на одной из них, согласно которой есть разница между явной и скрытой памятью. Эта разница определяет, сознательно или бессознательно происходят воспоминания.
Эти методы в основном опираются на субтрактивном (связанном с вычитанием элементов) рассуждении, при котором пациент сознательно воспроизводит воспоминания, а потом их воспроизводит бессознательно. Бессознательные воспоминания (или репереживания) вызывают у участника исследований чтением ему эмоционально окрашенного текста, созданного специально для этого у больных с ПТСР. Исследователи записывают зоны мозга, активные в этих состояниях, а потом вычитают их. Всё, что остаётся, — предполагаемая основа различия между состояниями.

### Состояния при психических болезнях или употреблении наркотиков
Психопатологические репереживания часто связаны с психическими заболеваниями, так как являются симптомом и ведущим диагностическим критерием ПТСР, острой реакции на стресс и ОКР. Их также нередко наблюдают при обычной и ажитированной депрессии, ностальгии, околосмертных переживаниях, эпилепсии или передозировке наркотиков. Некоторые исследователи утверждают, что к психопатологическим репереживаниям может привести употребление определённых наркотиков. Употребляющие ЛСД иногда сообщают о так называемых «кислотных флэшбэках». В то же время другие учёные утверждают, что использование наркотиков, особенно каннабиоидов, может уменьшить флэшбэки у людей с ПТСР.

## В популярной культуре
Этот психологический феномен часто изображают в кинематографе и на телевидении. Из наиболее точных медийных изображений психопатологических репереживаний можно назвать относящиеся к периоду военного времени, а также связанные с ПТСР, вызванным травмами и стрессами войны. Один из наиболее ранних экранных портретов — фильм 1945 года «Милдред Пирс». Эффект флэшбэка, как наркотика в фантастическом и апокалипсическом будущем описан в романе Дэна Симмонса «Флэшбэк» («Flashback»).